# Брагино (Єльцовський район)
Бра́гино (рос. Брагино) — село у складі Єльцовського району Алтайського краю, Росія. Входить до складу Мартиновської сільської ради.

## Населення
Населення — 88 осіб (2010; 129 у 2002).
Національний склад (станом на 2002 рік):
- росіяни — 75 %